# ردای بلند

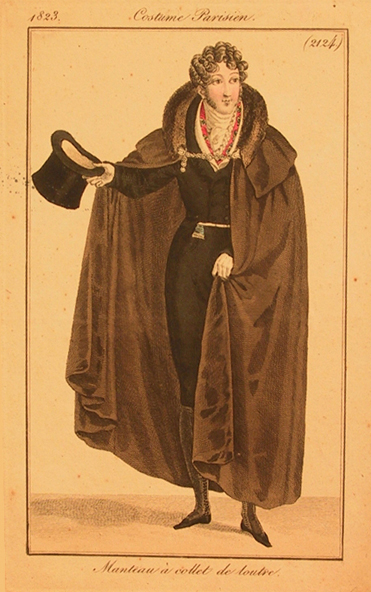
ردا یا بالاپوش

ردای بلند، به هر لباسی گفته می‌شود که آن را روی لباس‌های دیگر می‌پوشند. جبه، پیراهن، عبا نمونه‌هایی از ردای بلند هستند.